# Oedaleus rosescens
Oedaleus rosescens är en insektsart som beskrevs av Boris Petrovich Uvarov 1942. Oedaleus rosescens ingår i släktet Oedaleus och familjen gräshoppor. Inga underarter finns listade i Catalogue of Life.